# Tataresu
El Tataresu és una regió de la Sardenya septentrional. Limita amb les subregions de Nurra, Anglona, Romangia, Montacuto, Meilogu i Planargia. Comprèn els municipis propers a la ciutat de Sàsser.